# 제천동중학교 축구부
제천동중학교 축구부는 충청북도 제천시에 위치한 제천동중학교의 축구부이다. 경희중학교가 운영하는 축구부로 1983년에 창단  하였다.

## 같이 보기
- 제천동중학교